# Bigbang (album)
BIGBANG – drugi japoński album studyjny południowokoreańskiej grupy Big Bang, wydany 19 sierpnia 2009 roku przez Universal J.
Jest to pierwszy japońskojęzyczny album zespołu; „Love Club” to jedyny utwór w języku angielskim. Album ukazał się w dwóch edycjach: CD i CD+DVD. Osiągnął 3 pozycję w rankingu Oricon i pozostawał na liście przez 43 tygodnie. Album zdobył status złotej płyty.
Album został wydany ponownie 31 marca 2010 roku w wydaniu 2CD, pod tytułem Bigbang + Live Tracks. Pierwsza płyta tej reedycji zawiera tę samą listę utworów, co oryginalny album, a druga płyta zawiera cztery utwory nagrane na żywo w Nippon Budōkan podczas ich ostatniego koncertu z trasy Electric Love Tour. Płyta zajęła 39 pozycję w rankingu Oricon i pozostawała na liście przez 2 tygodnie.

## Lista utworów
| Nr  | Tytuł                                 | Słowa                               | Kompozycja                                | Aranżacja                                    | Czas |
| --- | ------------------------------------- | ----------------------------------- | ----------------------------------------- | -------------------------------------------- | ---- |
| 1.  | „Intro”                               |                                     |                                           |                                              | 0:53 |
| 2.  | „Gara Gara GO!!” (jap. ガラガラ GO!!) | BIG-RON / Shion / Ricci / YUG JAPAN | Jimmy Thornfeldt                          | Jimmy Thornfeldt, Mohombi Moupondo, G-Dragon | 3:20 |
| 3.  | „Bringing You Love”                   | G-Dragon                            | Jimmy Thornfeldt                          | Jimmy Thornfeldt                             | 3:24 |
| 4.  | „MY HEAVEN”                           | G-Dragon, Shōko Fujibayashi, Komu   | G-Dragon, Daishi Dance                    | G-Dragon, Daishi Dance                       | 3:54 |
| 5.  | „Stay”                                | Fujibayashi Shoko                   | Jimmy Thornfeldt, Mohombi Moupondo        | Jimmy Thornfeldt, Mohombi Moupondo           | 3:40 |
| 6.  | „Top Of The World”                    | Shikata                             | Jimmy Thornfeldt, Mohombi Moupondo        | Jimmy Thornfeldt, Mohombi Moupondo           | 3:01 |
| 7.  | „Follow Me”                           | Steve I                             | Jimmy Thornfeldt, Mohombi Moupondo        | Jimmy Thornfeldt, Mohombi Moupondo           | 3:32 |
| 8.  | „Baby Baby” (wer. japońska)           | Emi K.Lynn                          | G-Dragon, Brave Brothers                  | Brave Brothers                               | 3:53 |
| 9.  | „Emotion”                             | G-Dragon, Komu                      | Jimmy Thornfeldt, Mohombi Moupondo, Perry | Jimmy Thornfeldt, Mohombi Moupondo, Perry    | 3:20 |
| 10. | „Love Club”                           | Rina Moon                           | G-Dragon, Perry, Teddy                    | Teddy                                        | 3:34 |
| 11. | „Always” (wer. japońska)              | Rina Moon                           | Teddy, Perry                              | Teddy                                        | 3:55 |